# زاري السقيفة (أسلم)

تعديل مصدري - تعديل

زاري السقيفة هي إحدى قرى عزلة أسلم اليمن بمديرية أسلم التابعة لمحافظة حجة، بلغ تعداد سكانها 77 نسمة حسب تعداد اليمن لعام 2004.